# Tamara Wyss

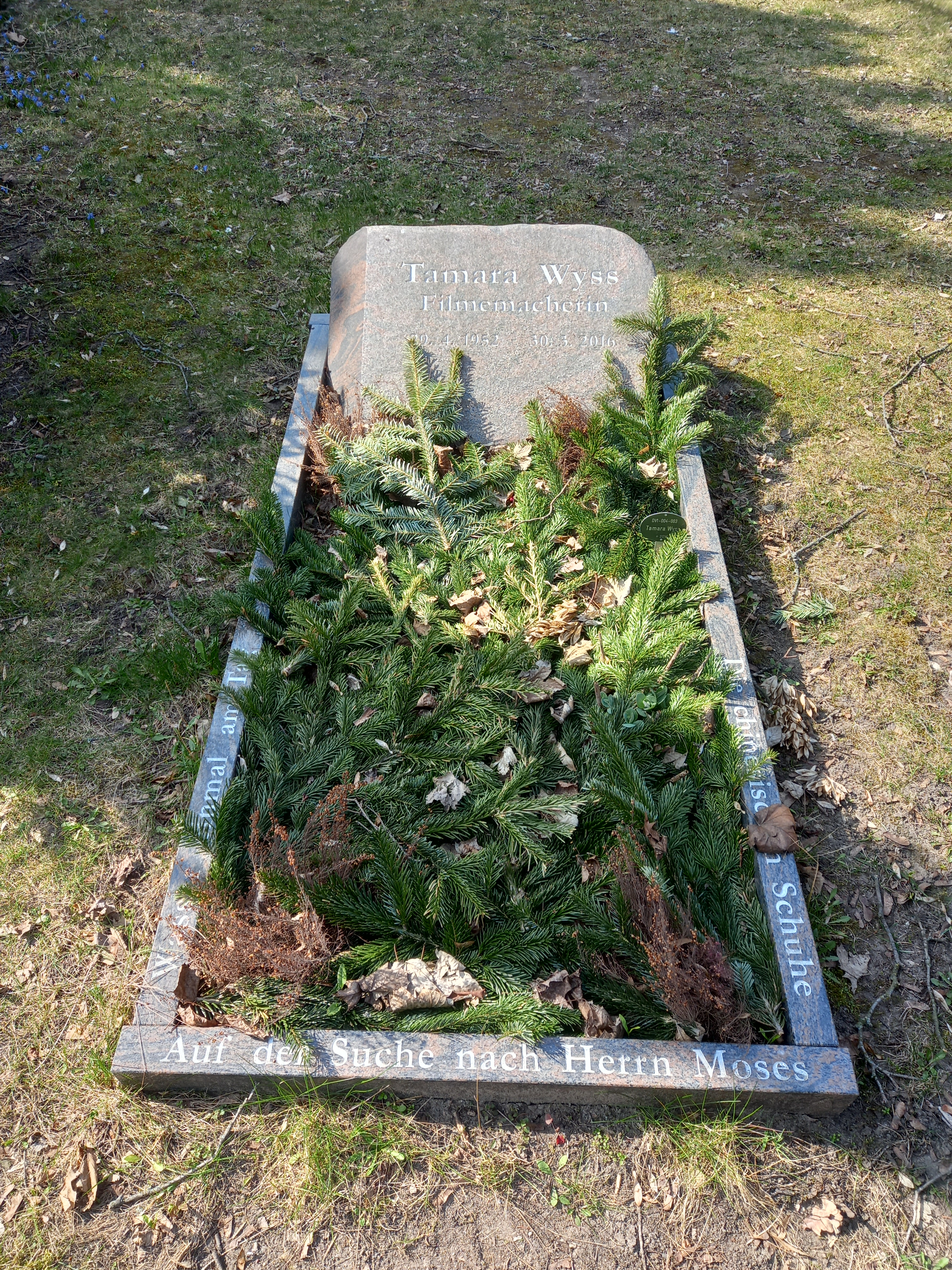
Das Grab von Tamara Wyss auf dem Friedhof I der Dreifaltigkeitsgemeinde in Berlin

Tamara Wyss (* 29. April 1950 in Heidelberg; † 30. März 2016 in Berlin) war eine deutsche Dokumentarfilm-Regisseurin.

## Leben
Tamara Wyss erhielt von 1970 bis 1974 ihre Ausbildung an der Deutschen Film- und Fernsehakademie Berlin, die sie mit dem Film Wir sind hier der Kinder wegen abschloss. Anschließend arbeitete sie als freiberufliche Dokumentar-Filmemacherin sowie als Kamerafrau, Fotografin, Editorin und Dozentin in Deutschland und Großbritannien, wo sie von 1984 bis 2000 lebte. 
Während eines Aufenthalts auf den Kapverden von 1980 bis 1982 war sie als Entwicklungshelferin in einem Medienprojekt tätig. In den Filmen Auf der Suche nach Herrn Moses und Die chinesischen Schuhe verarbeitete sie Geschehnisse aus ihrer eigenen Familie, die sich bis auf Moses Mendelssohn zurückverfolgen lassen.
In dem Buch Yesterday in the Land of Ba and Shu, 2009, werden die Reisen von Hedwig and Fritz Weiss anhand ihrer Photographien im Südwesten Chinas beschrieben.
Tamara Wyss fand ihre letzte Ruhestätte auf dem Friedhof I der Dreifaltigkeitsgemeinde vor dem Halleschen Tor in Berlin.

## Familie
Tamara Wyss ist Tochter von Dieter Wyss, Enkelin von Fritz Max Weiss und Hedwig Weiss sowie Nachkomme des Bankiers Alexander Mendelssohn.

## Filmografie
- 1974: Wir sind hier der Kinder wegen
- 1983: Zwischen Leid und Lachen
- 1983: Wasser einmal am Tag
- 1990: Auf der Suche nach Herrn Moses
- 2004: Die chinesischen Schuhe
- 2009: Sammeln, Erinnern

## Auszeichnungen
- 1978: Internationales Dokumentarfilmfestival Leipzig – Solidaritätspreis für Die landwirtschaftliche Kooperative von Santana
- 1984: Film des Monats Mai 1984 für Zwischen Leid und Lachen und Wasser einmal am Tag

## Belege
1. ↑  Miriam Seeger: Reisen im Suedwesten Chinas. In: Crossasia. Staatsbibliothek Berlin, 2016, abgerufen am 5. Januar 2024 (englisch, deutsch, mandarin).

| Personendaten    | Personendaten                       |
| ---------------- | ----------------------------------- |
| NAME             | Wyss, Tamara                        |
| KURZBESCHREIBUNG | deutsche Dokumentarfilm-Regisseurin |
| GEBURTSDATUM     | 29. April 1950                      |
| GEBURTSORT       | Heidelberg                          |
| STERBEDATUM      | 30. März 2016                       |
| STERBEORT        | Berlin                              |